# Mattias Håkansson
Mattias Håkansson (sinh ngày 20 tháng 2 năm 1993) là một cầu thủ bóng đá người Thụy Điển thi đấu cho Trelleborgs FF ở Allsvenskan ở vị trí tiền vệ.